# Mensendieck

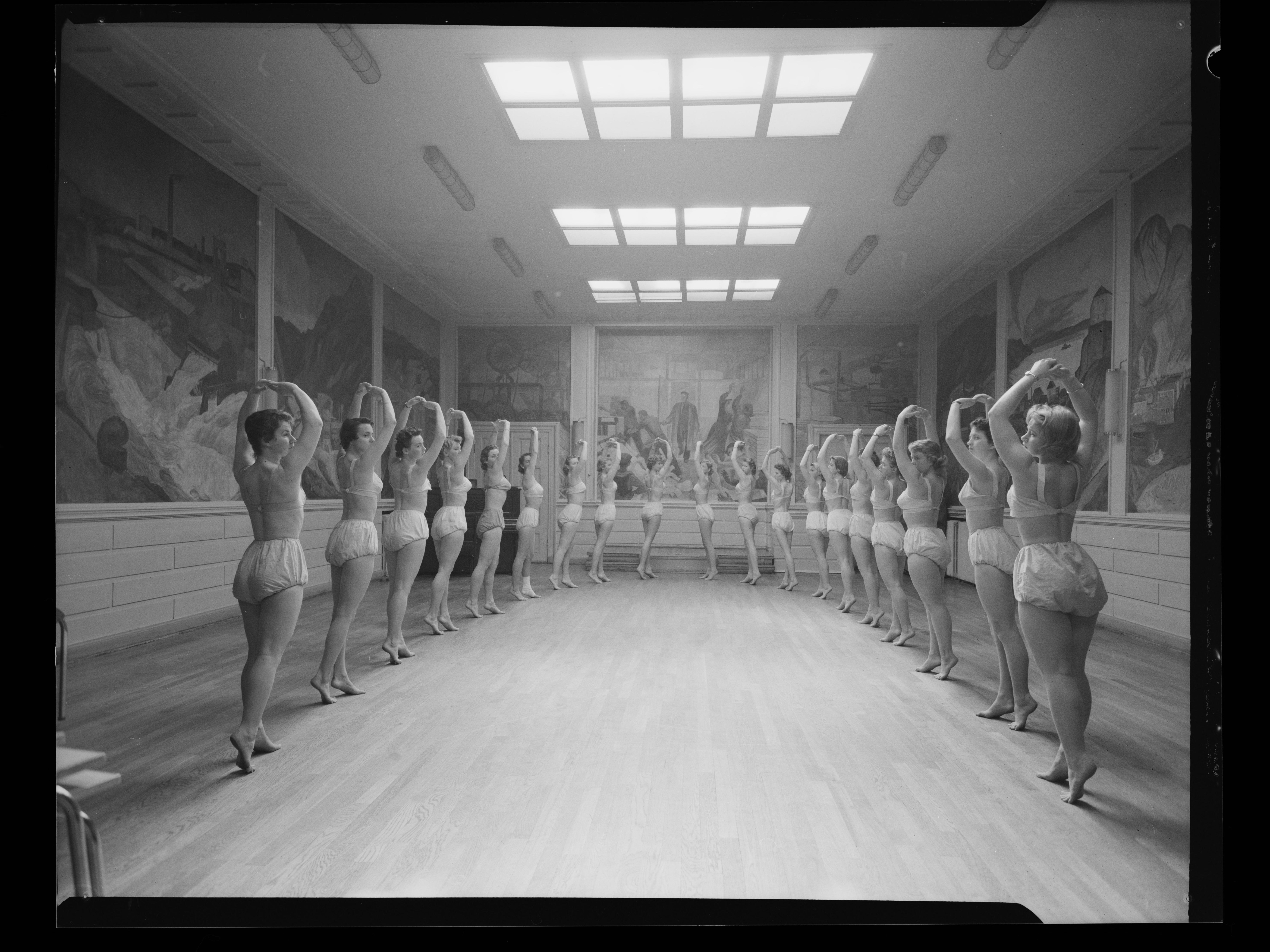

La technique ou méthode Mensendieck est une technique physiothérapeutique du mouvement à la fois corrective et préventive. Elle est parfois aussi décrite comme une gymnastique fonctionnelle ou hygiénique, présentant « un corpus d'exercices essentiellement statiques basés sur les mouvements de la vie quotidienne et sur les lois anatomico-physiologiques, où la force et la beauté du corps sont intimement liées ».

## Histoire
Elle fut fondée par le médecin allemand Bess M. Mensendieck (1866-1959), qui, avec d'autres comme Hade Kallmeyer, répandit les idées de François Delsarte. Elle développa une série d'exercices à destination des femmes pour remodeler, reconstruire et revitaliser le corps, ainsi que pour soulager de la souffrance,. Son premier livre sur le sujet s'intitule Körperkultur der Frau [Physical Culture of the Woman] et date de 1906.

## Description
La technique Mensendieck apprend à relaxer les muscles et à se libérer de la tension. Elle se compose d’exercices visant à apprendre des mouvements plus efficaces pour la vie quotidienne. Le travail doit se faire déshabillé et devant un miroir, pour observer son corps et d'où naît le mouvement.

## Popularité
L’empereur Guillaume II met en place un entraînement basé sur la méthode Mensendieck pour les femmes de la cour impériale.
Bess Mensendieck apparaît dans Les Chemins de la force et de la beauté, film documentaire muet en noir et blanc de la République de Weimar dirigé par Nicholas Kaufmann et Wilhelm Prager sorti en 1925, qui a pour ambition de montrer la place du corps dans la société moderne où tant l'homme que la femme ne se préoccupent pas assez de leur beauté et de leur santé. En Allemagne, la Körper Kultur ou culture du corps est en plein essor avant d'être récupérée par le nazisme.
Entre 1930 et 1950, la technique Mensendieck eut son petit succès à Hollywood : Ingrid Bergman, Greta Garbo, Fredric March, Gloria Swanson et Cissy Pascal (l'épouse de Raymond Chandler) la pratiquèrent.
La technique Mensendieck est enseignée dans de nombreuses écoles en Allemagne.
Parmi les artistes inspirés par la méthode Mensendieck, on peut citer les chorégraphes Karin Waehner et Jarmila Kröschlová.

## Analyses
Pour Robin Veder, la technique Mensendieck a opéré une synthèse entre le naturisme allemand (la Nacktkultur), la productivité américaine et l'éducation physique qui était alors naissante. Pour Le Dictionnaire de la danse, elle fut mise au service des idées nazies inspirant l'éducation féminine pendant le IIIe Reich.

## Source de la traduction
- (en) Cet article est partiellement ou en totalité issu de l’article de Wikipédia en anglais intitulé « Mensendieck system » (voir la liste des auteurs).